# 乳城镇
乳城镇，是中华人民共和国广东省韶关市乳源瑶族自治县下辖的一个乡镇级行政单位。 区域面积209.35平方千米。

## 行政区划
乳城镇下辖以下地区：
鹰峰社区、源峰社区、云峰社区、松峰社区、康乐社区、河北村、大群村、坝厂村、大联村、云门村、鲜明村、岭溪村、共和村、新民村、健民村、大东村、前进村和新兴村。